# 소프트뱅크 벤쳐스 아시아
| 유형          | 벤처캐피탈                           |
| 설립          | 2000년                               |
| 최고 경영자   | JP Lee                               |
| 본부          | 서울, 베이징, 싱가포르, 샌프란시스코 |
| 중요한 사람들 | JP Lee (대표 & 매니징 파트너)        |
| 웹사이트      | https://sbvacorp.com                 |

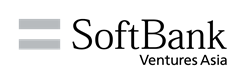
SoftBank Ventures Asia 로고

소프트뱅크 벤처스 아시아는 2000년 소프트뱅크 그룹 소속의 스타트업을 발굴하고 투자하는 벤처 캐피털로 시작해, 2023년 싱가포르 기반의 투자 회사 디에지오브(The Edgeof)에 인수돼 독립했다. 2024년 사명을 SBVA로 변경하였으며, 인공지능, 사물인터넷, 스마트 로보틱스 분야를 중심으로 전 세계의 ICT 스타트업에 투자하고 있다.
한국을 비롯하여 중국, 싱가폴, 미국에 지사를 두고 있다.

## 역사
- 2000 - 2012  SoftBank Ventures Korea의 설립은 2000년 2월, SoftBank의 Masayoshi Son 사장이 한국에 기반을 둔 인터넷 벤처 기업에 대한 투자에 더욱 집중하기로 결정하면서 시작되었다.
- 2013 SoftBank Ventures Korea는 2013년, 동남아시아 전자상거래 플랫폼인 토코피디아에 첫 해외 투자를 했다.
- 2018 SoftBank Ventures Asia는 2018년, JP Lee를 CEO로 임명했다.
- 2019 SoftBank Ventures Korea는 SoftBank Ventures Asia로 브랜드명을 변경했다.[1]
- 2023 The Edgeof로 최대주주 변경
- 2024 SBVA로 사명 변경

## 투자사
하이퍼커넥트, GoTo, 루닛, 당근, 코빗, 아이유노, 스푼라디오, 비프로11, 수아랩, 트레바리, 클래스101, 프레시지, 하우빌드, 런드리고, 머스트잇, 블랭크코퍼레이션, 패스트캠퍼스, 매스프레소, 데브시스터즈, 토스랩